# Gamla Uppsala kyrka
Gamla Uppsala kyrka är en kyrkobyggnad i Gamla Uppsala i Uppsala stift. Den är församlingskyrka i Gamla Uppsala församling och är belägen på en historisk plats med förhistoriska anor. Kyrkan ligger också strax intill den tidigare tätort med namnet Gamla Uppsala, som idag i princip ingår i nuvarande tätorten Uppsala.

## Historik
Viss modern forskning hävdar att kyrkan inte föregåtts av något hednatempel. Detta motsägs dock av stolphålen under kyrkan som daterats till järnåldern, d.v.s. innan kristnandet, och av arkeologerna Anders Kaliff Julia Mattes m.fl. Kaliff menar att stolphålen från järnåldern, de äldre skriftliga beläggen tillsammans med de sentida bevisen för faktiska förkristna kulthus som påträffats runt om i Skandinavien i exempelvis Uppåkra, Skåne och Borg i Östergötland ger stöd för att det är högst troligt att ett kulthus även existerade i Gamla Uppsala som är ett välbelagt religiöst centrum. Han pekar specifikt ut marken under kyrkan som den troliga platsen för detta. En  markradarundersökning har visat på två äldre kyrkor under husgrunden. Vissa menar att förekomsten av cirka åtta tusen kristna runstenar visar på att trakten var kristnad senast på 1000-talet. Däremot finns det äldre skriftliga källor och förkristet gravskick i Uppland som ger belägg för att hedniska befolkningssegment fortfarande existerade i området in på 1100-talet. Historikern Daniel Sävborg argumenterar för detta och har visat att uppgifterna om t.ex. den, ibland avfärdade, hedniske kungen Blot-Sven inte på något sätt har ett lägre källvärde än andra regenter under samma tid. Vidare menar han att delar av Uppland, tillsammans med de baltiska grannländerna på andra sidan Östersjön, utgjorde ett kontinuum av kvarvarande hedendom på 1000- och det tidiga 1100-talet. Kaliff argumenterar också för att skepticismen mot existensen av templet i fråga har varit en ideologiskt driven men ovetenskaplig rekylreaktion utan reella belägg mot den nationalromantiska och i förlängningen nazistiska vurmen för den fornnordiska kulturen. Han menar att denna reaktion tenderar att reflexmässigt tona ner det som han benämner som avancerade drag i det fornskandinaviska samhället. Gamla Uppsala blev ett biskopssäte omkring 1150, som flyttades dit från Sigtuna, och sedermera år 1164 då Gamla Uppsala blev ärkebiskopssäte.
Omkring 1273 flyttades ärkebiskopssätet officiellt till nuvarande Uppsala (när Uppsala flyttades till sin nuvarande plats), där Uppsala domkyrka hade börjat byggas en tid dessförinnan. Även namnet Uppsala flyttades till det nya ärkesätets plats, som tidigare kallats Östra Aros. Kyrkan, som då var en treskeppig katedral med absidförsedda korsarmar, nedgraderades till sockenkyrka. Under 1400-talet fick kyrkan sitt nuvarande utseende sedan det treskeppiga långhuset och korsarmarna rivits efter ytterligare en eldsvåda.
I kyrkans mittgång ligger Anders Celsius begravd.

## Kyrkobyggnaden
Den nuvarande kyrkobyggnaden är byggd av gråsten med viss tegelornamentik och består av ett stympat centraltorn och av ett kor med absid (vilka idag används som långhus och kor). Både absidkoret och det stympade centraltornet härstammar från den ursprungliga större kyrkan, som kan ha påbörjats vid 1100-talets mitt och stått färdig kort före en eldsvåda på 1240-talet. Vissa bevarade träinventarier från kyrkan kan härstamma från 1100-talet, bland annat ett av tre så kallade triumfkrucifix.
Runstenen Upplands runinskrifter 978 finns inmurad i kyrkans södra vägg.

## Orgel
1806 byggde Johan Ewerhardt den yngre, Stockholm en orgel med 16 stämmor. 1928 byggde J A Johnsson, Duvbo en orgel med 16 stämmor, två manualer och pedal.
Den nuvarande orgeln byggdes 1969 av Olof Hammarberg, Göteborg. Orgeln har mekanisk traktur, elektrisk registratur och slejflådor. Tonomfånget är på 56/30. Orgeln har två fria kombinationer och tutti koppel. Fasaden är från 1806 års orgel.
| Huvudverk I      | Svällverk II      | Pedal            | Koppel |
| Gedatk 16'       | Träprincipal 8´   | Subbas 16´       | I/P    |
| Principal 8'     | Fugara 8'         | Principal 8'     | II/P   |
| Rörflöjt 8'      | Gedakt 8'         | Subbas 8'        | II/I   |
| Oktava 4'        | Principal 4'      | Koralbas 4'      |        |
| Traversflöjt 4'  | Koppelflöjt 4'    | Kvintadena 2'    |        |
| Oktava 2'        | Waldflöjt 2'      | Mixtur IV 5 1⁄3' |        |
| Sesquialtera II  | Nasat 1 1⁄3'      | Basun 16'        |        |
| Mixtur IV 1 1⁄3' | Scharf III 1'     | Trumpet 4'       |        |
| Trumpet 8'       | Fagott 16'        |                  |        |
|                  | Dulcian 8'        |                  |        |
|                  | Tremulant         |                  |        |
|                  | Crescendosvällare |                  |        |

### Kororgel
Den nuvarande orgeln byggdes 1980 av Robert Gustavsson Orgelbyggeri AB, Härnösand. Orgeln är mekanisk med slejflåda och har ett tonomfång på 54/27. Crescendosvällaren är för hela orgeln utom C-f#1 av principal 4'.
| Manual            | Pedal   |
| Gedackt 8' B/D    | Bihängd |
| Principal 4' B/D  |         |
| Nachthorn 4' B/D  |         |
| Octava 2' B/D     |         |
| Nasat 1 1⁄3'      |         |
| Sedecima 1'       |         |
| Crescendosvällare |         |

## Galleri

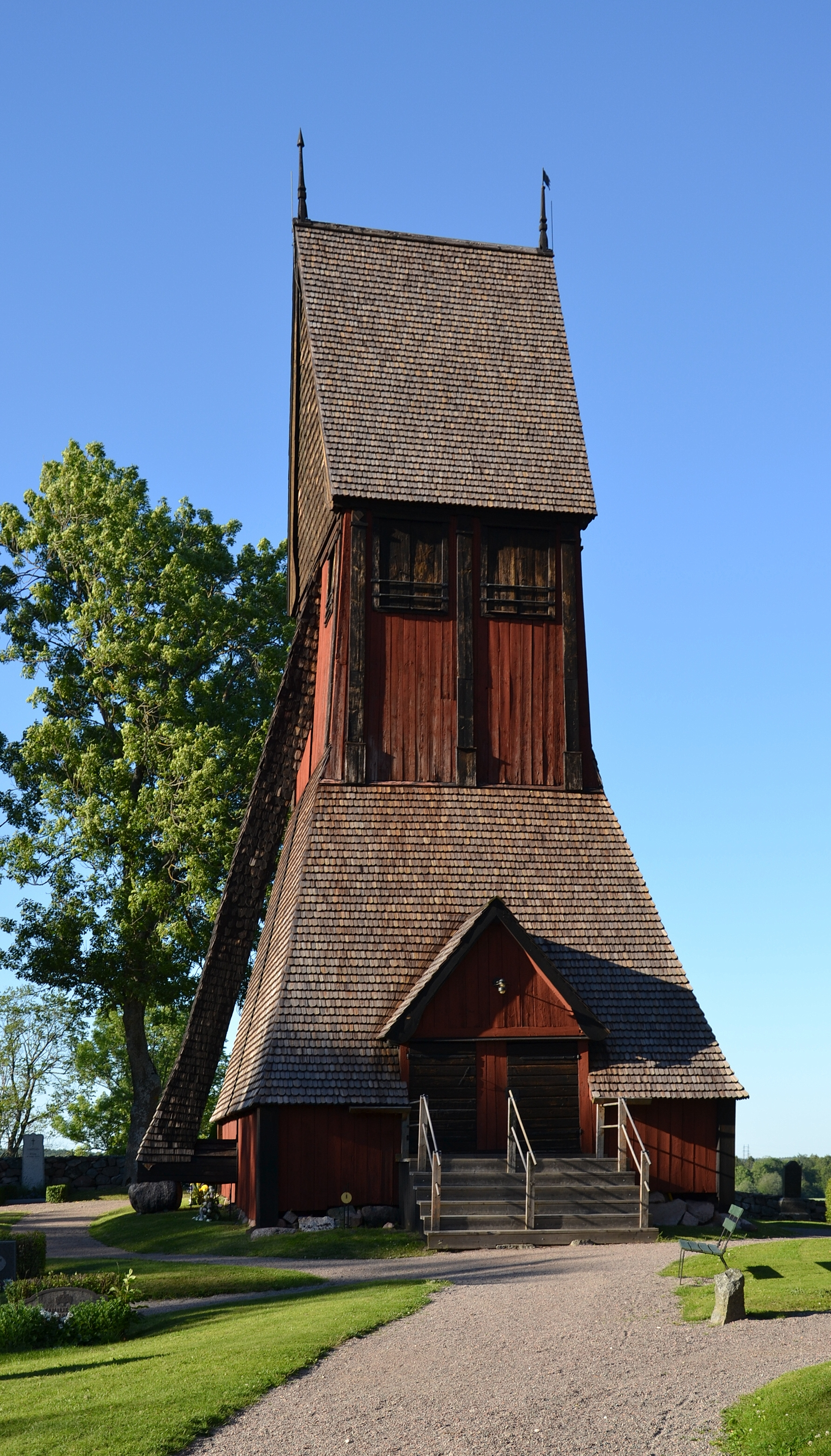
Klockstapeln
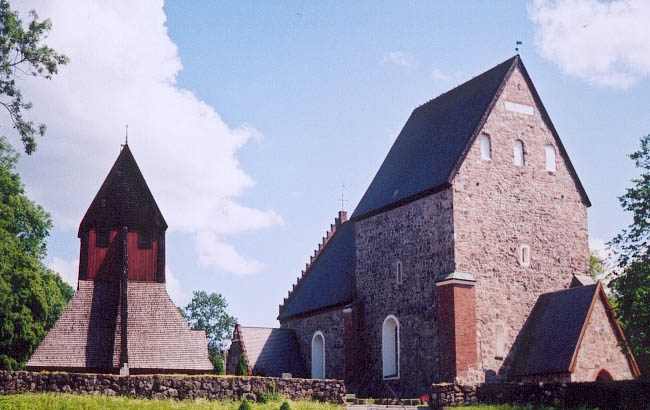
Kyrkan från väster med klockstapeln till vänster. Här syns det gamla centraltornet tydligt.
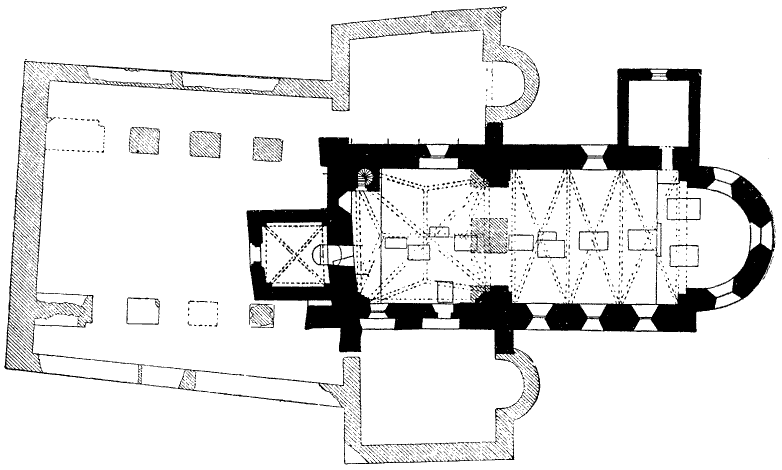
Ursprunglig plan över kyrkan. Svart utmärker den kvarstående delen av kyrkan (dagens kyrka); streckat visar tidigare delar av kyrkan, vars grundmurar blottats vid utgrävning.
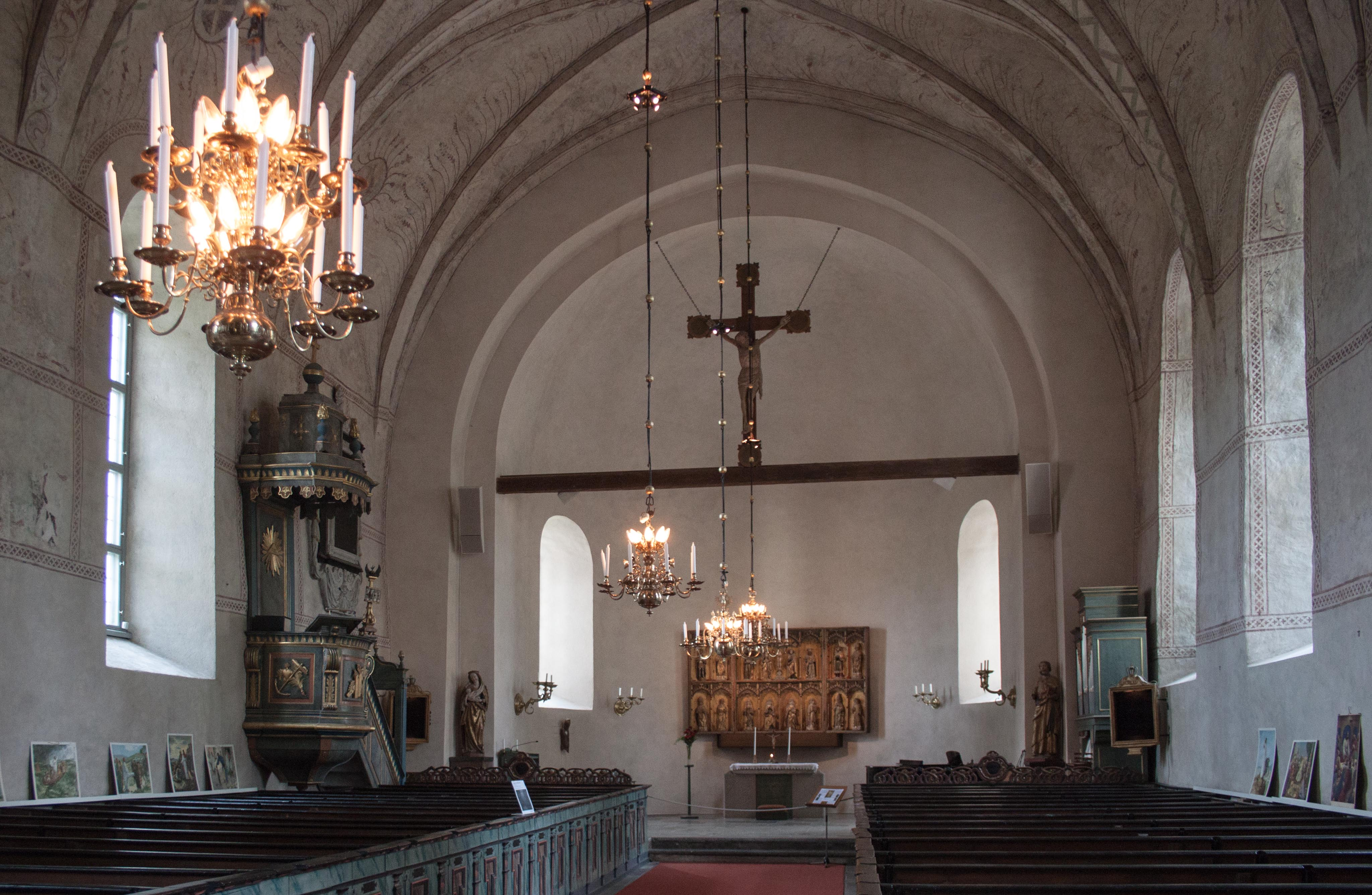
Interiör mot öster
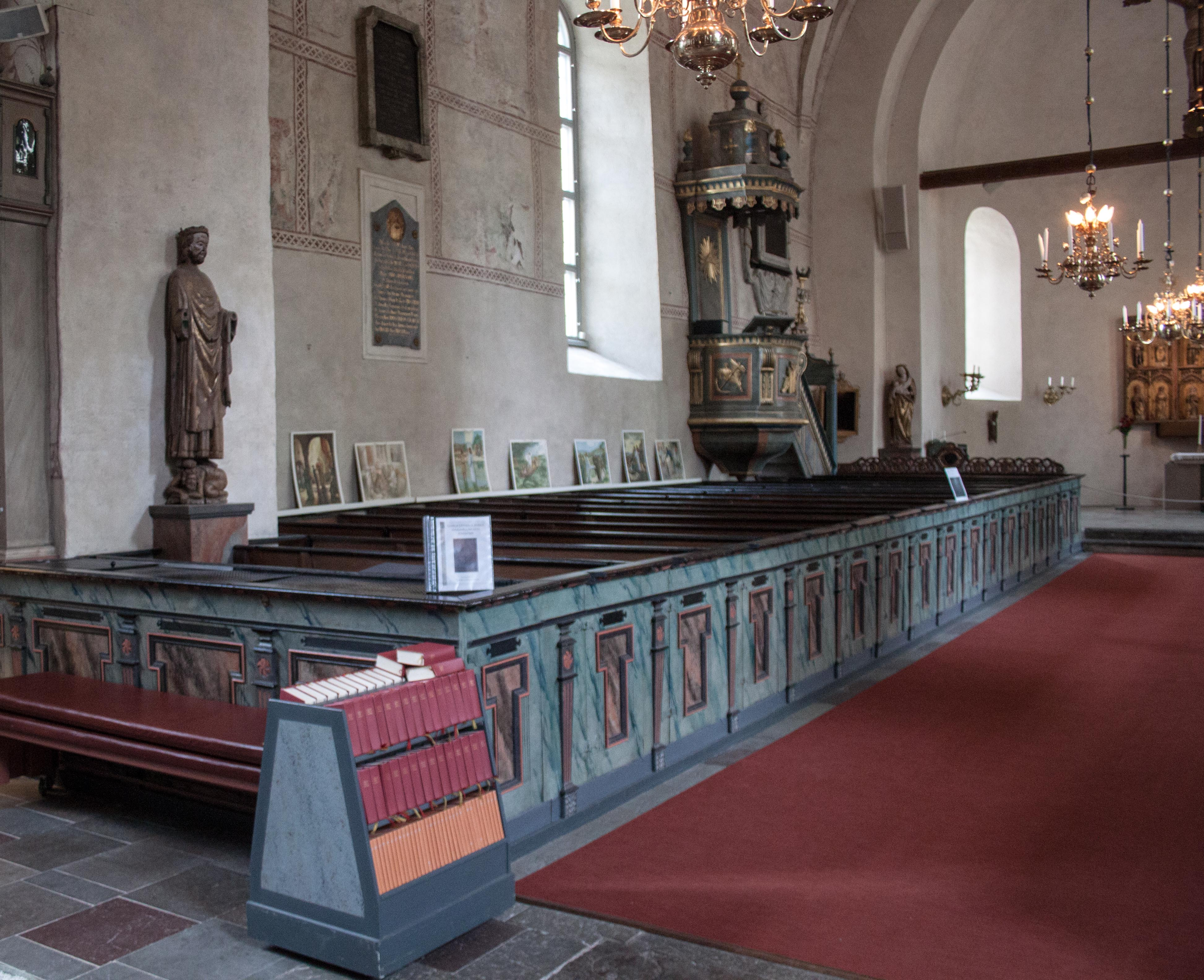
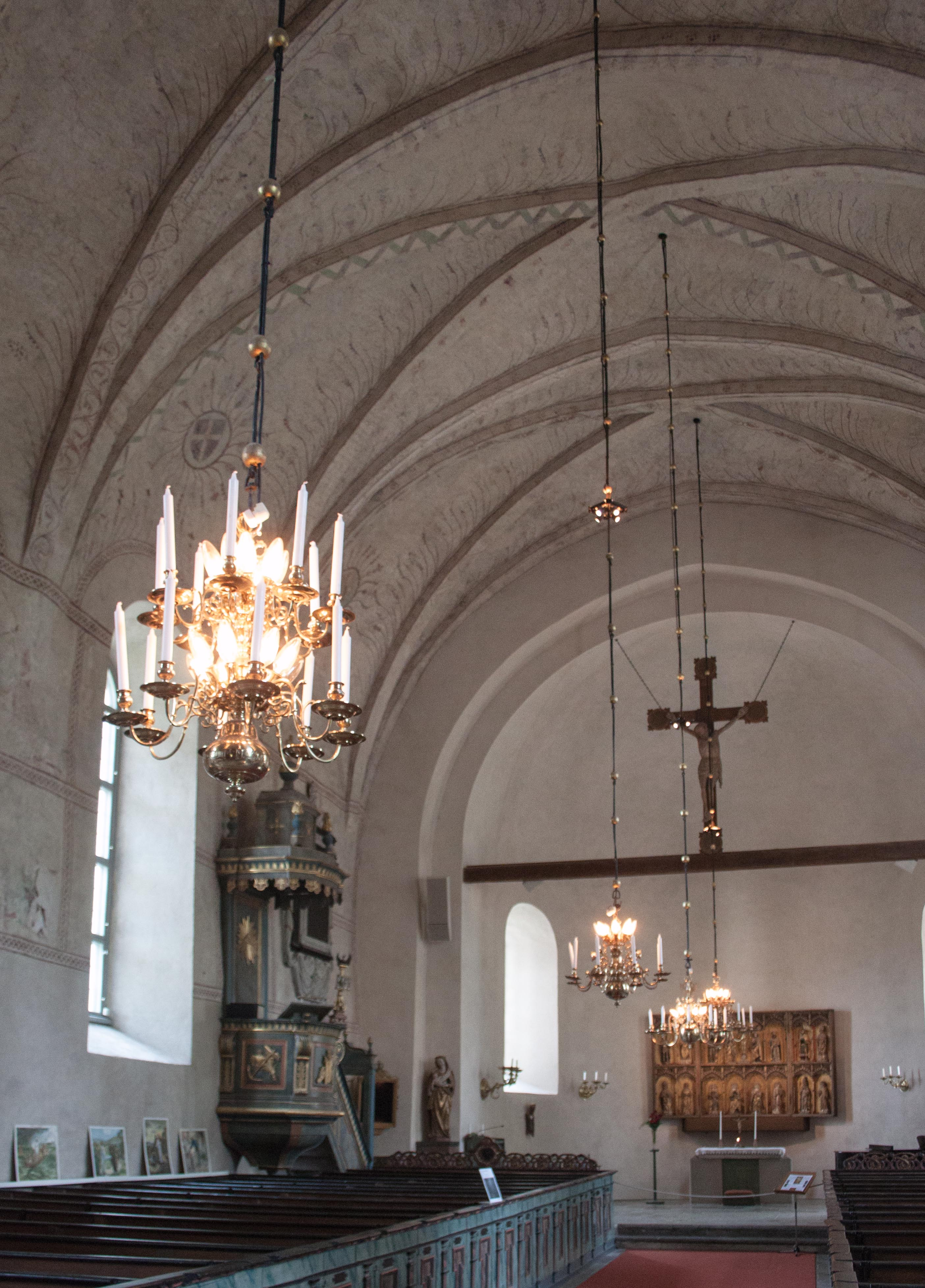
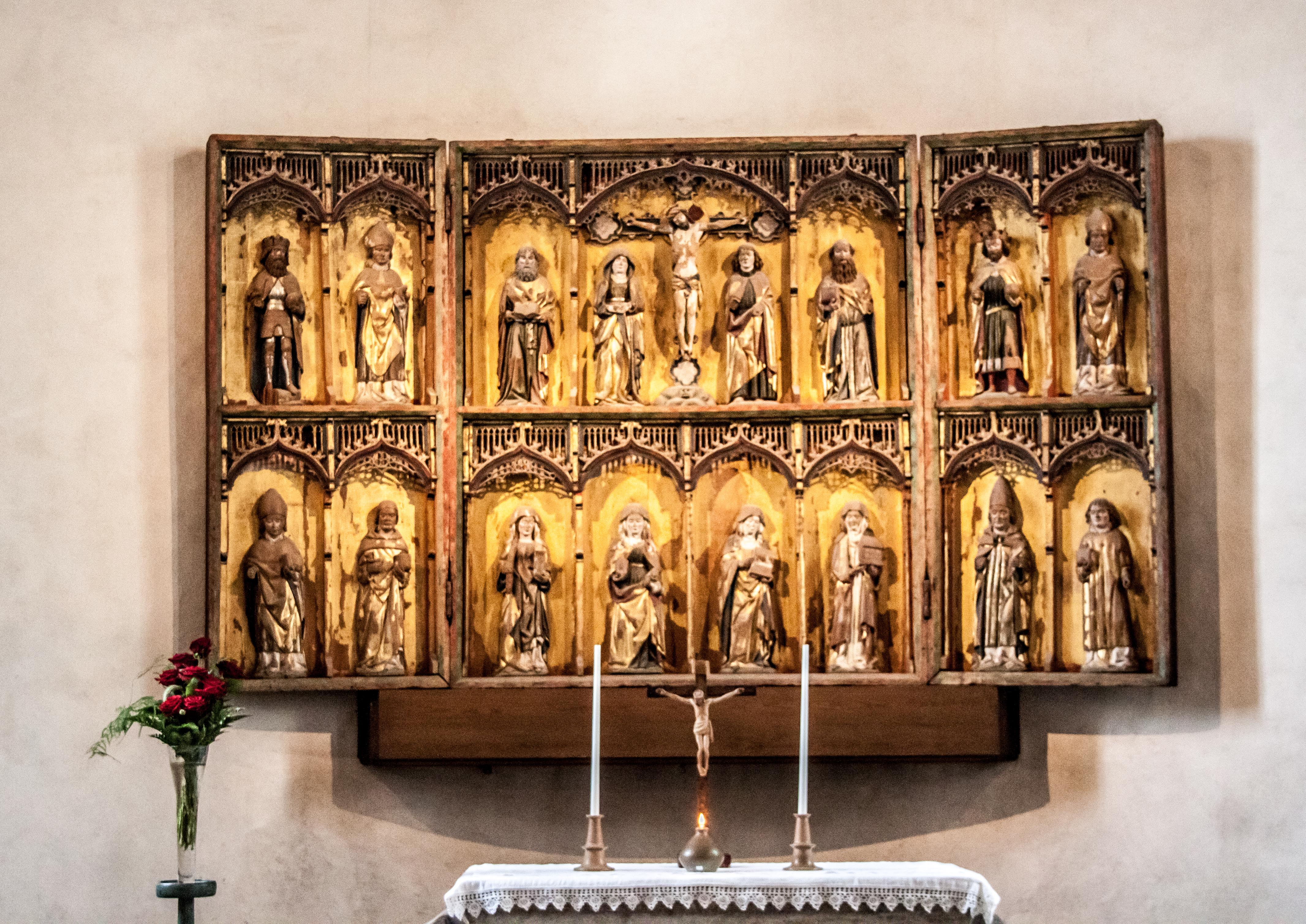
Altarskåpet
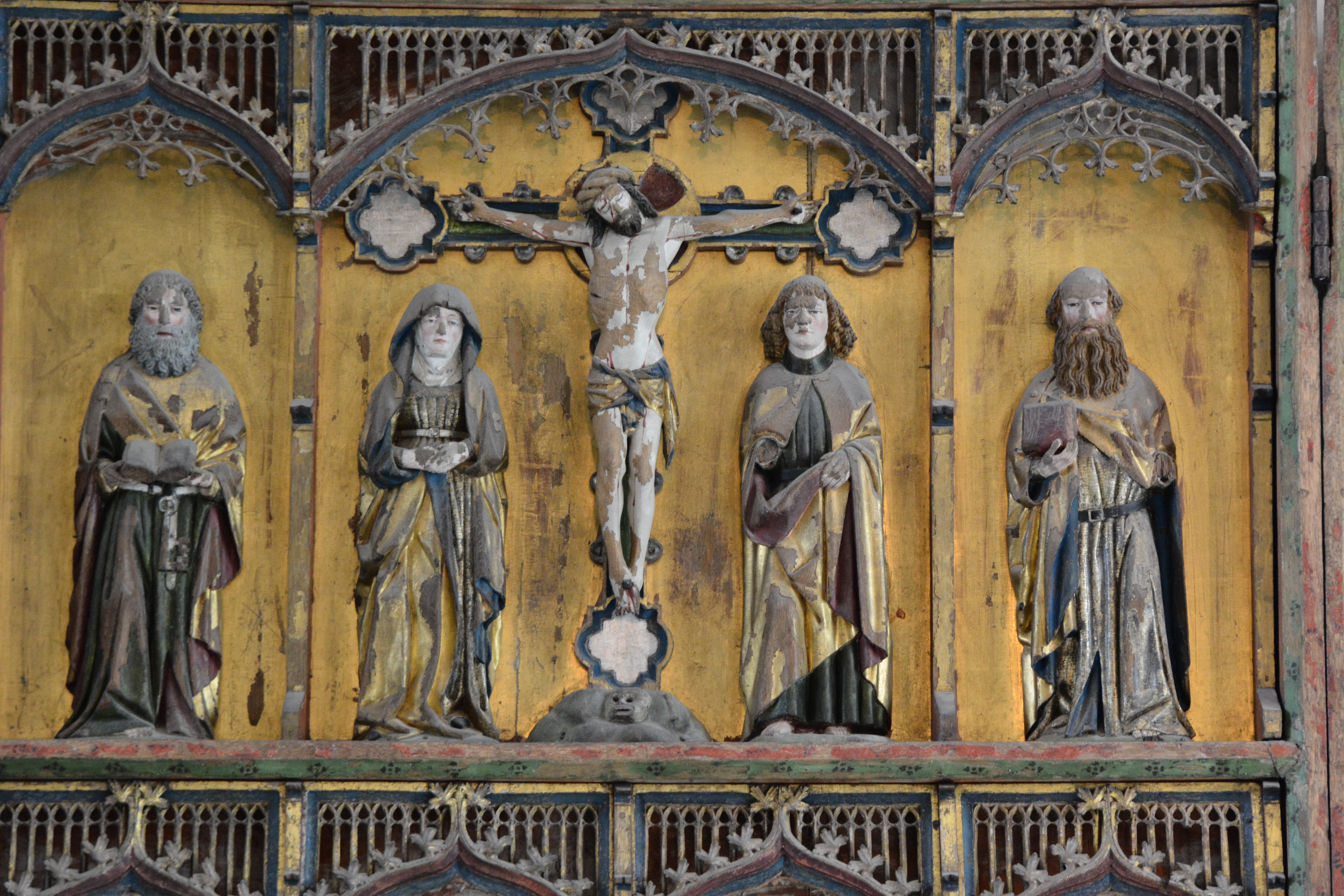
Altarskåpet, mittavlans övre del
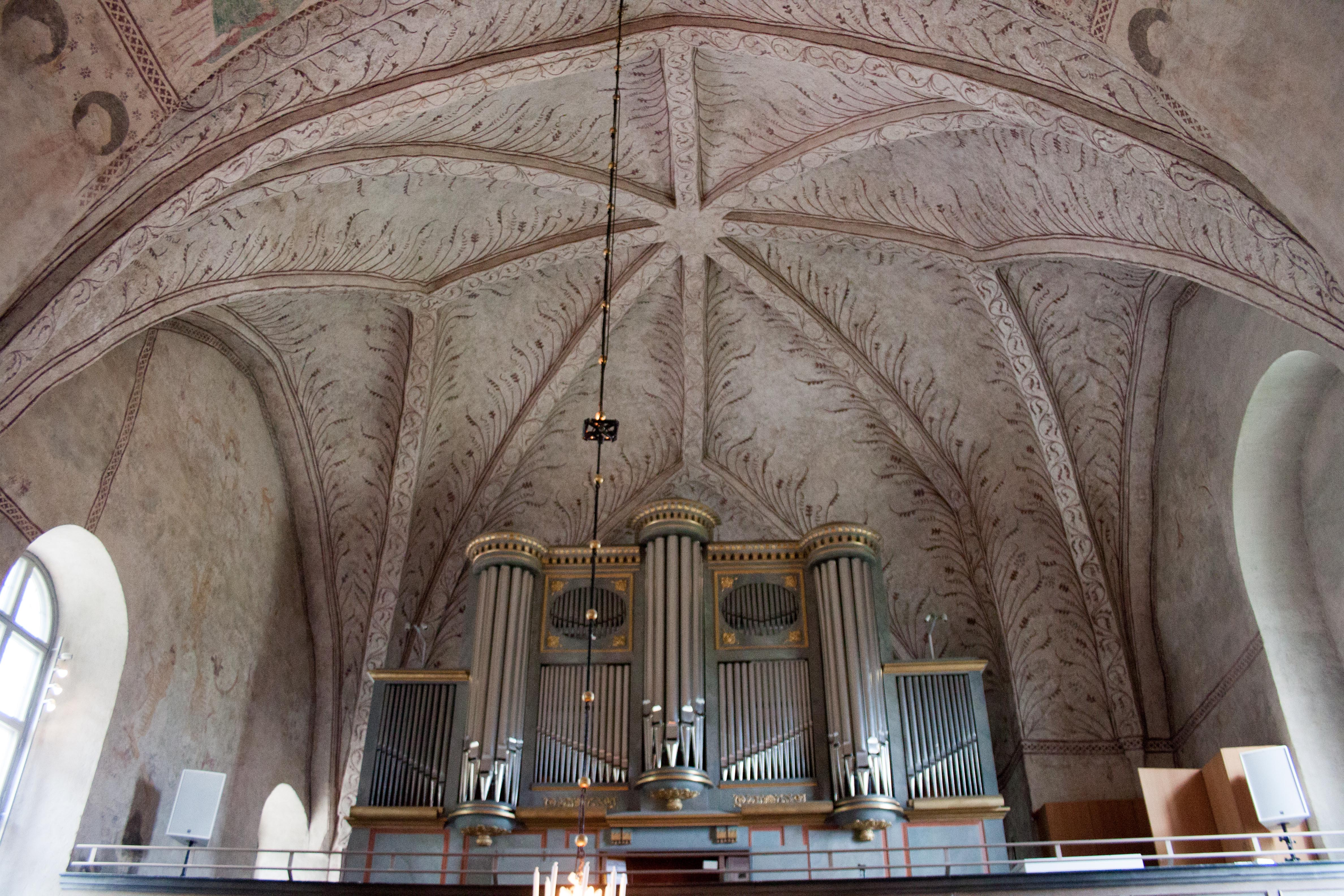
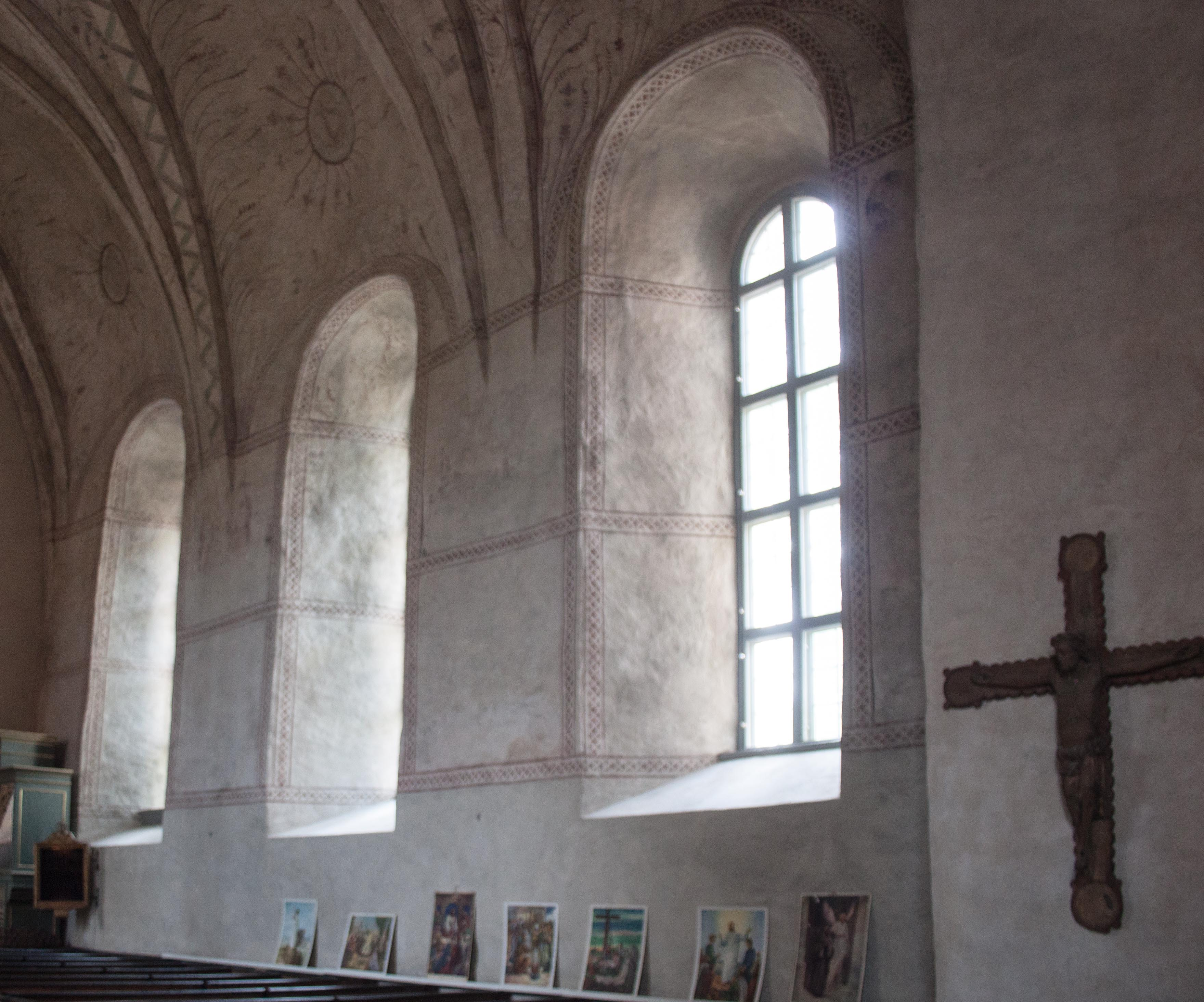
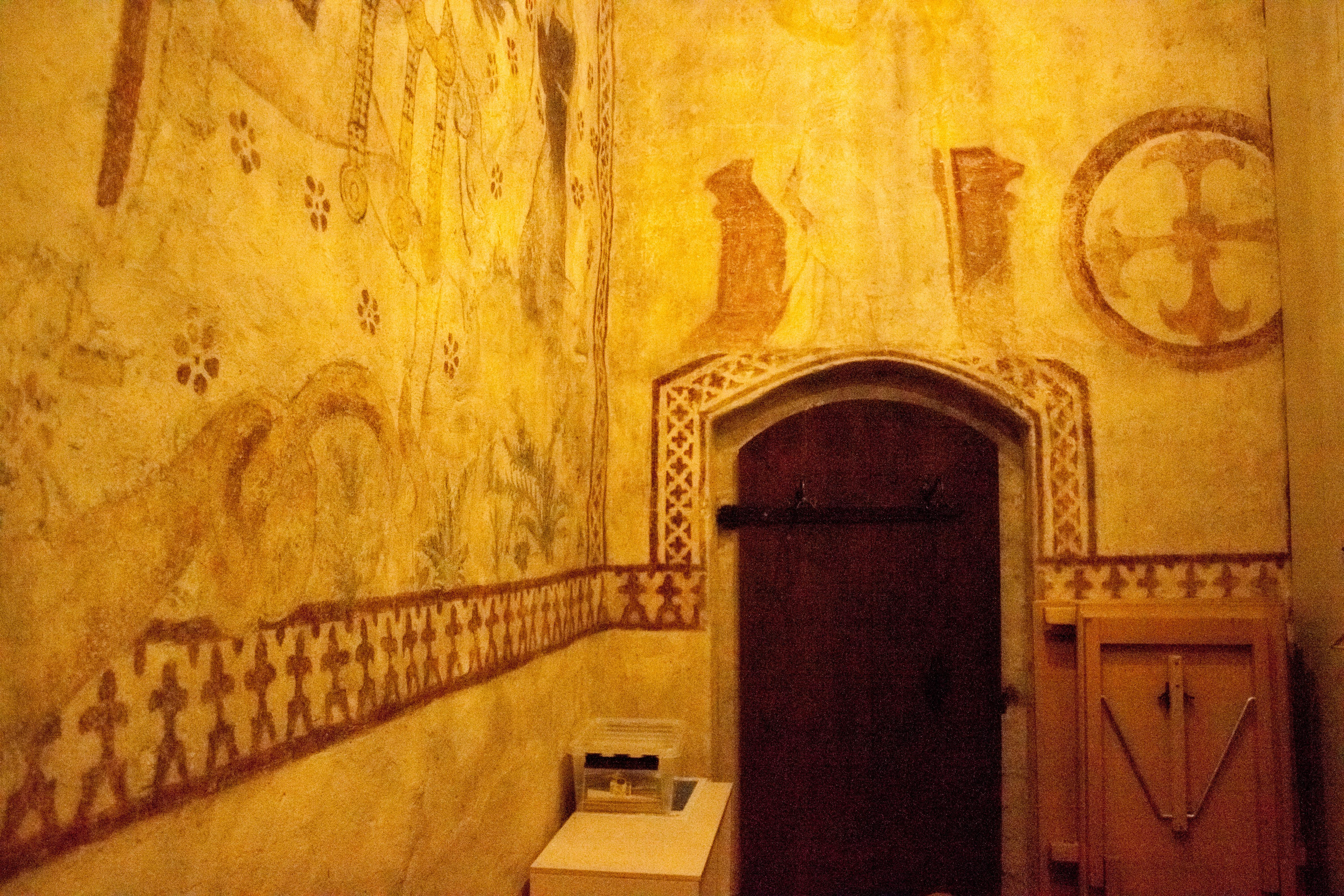
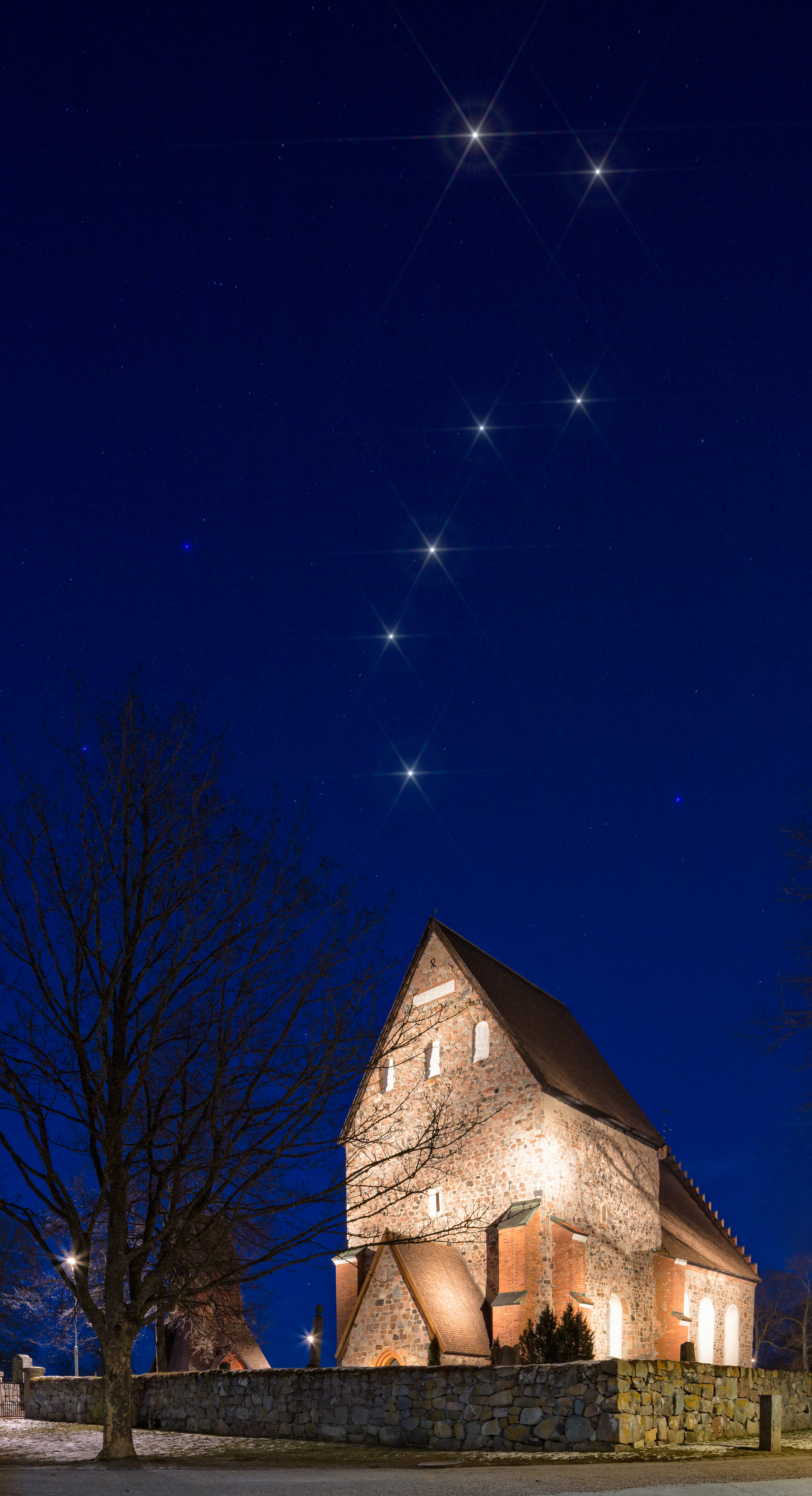
Karlavagnen över Kyrkan i mars 2015.